# دیاریکا هامبی
دیاریکا هامبی (انگلیسی: Dearica Hamby؛ زادهٔ ۶ نوامبر ۱۹۹۳) بازیکن بسکتبال اهل ایالات متحده آمریکا است.